# Kanton La Roche-sur-Yon-Sud
Kanton La Roche-sur-Yon-Sud is een voormalig kanton van het Franse departement Vendée. Het kanton maakte deel uit van het arrondissement La Roche-sur-Yon. Het werd opgeheven bij decreet van 17 februari 2014 met uitwerking op 22 maart 2015.

## Gemeenten
Het kanton La Roche-sur-Yon-Sud omvatte de volgende gemeenten:
- Aubigny
- Chaillé-sous-les-Ormeaux
- Fougeré
- La Chaize-le-Vicomte
- La Roche-sur-Yon (deels, hoofdplaats)
- Les Clouzeaux
- Le Tablier
- Nesmy
- Saint-Florent-des-Bois
- Thorigny